# 치로 페라라
치로 페라라(이탈리아어: Ciro Ferrara, 1967년 2월 11일 ~ )는 최근까지 중국 슈퍼리그의 우한 줘얼의 감독을 맡았던 옛 축구 선수이다. 그는 그의 선수생활을 나폴리와 유벤투스에서 보냈다. 또한 유벤투스의 감독을 맡기도 하였다.

## 선수 경력

### 나폴리
나폴리 태생의, 페라라는 1980년에 SSC 나폴리의 유스팀에서 선수 생활을 시작하였다. 1984년에 유스팀 생활을 마치고, 그 시즌에 1군팀으로 차출되었다. 그는 그의 첫 1군 데뷔시즌에서 총 14경기를 출전하였다. 다음 시즌에 그는 팀의 베스트 일레븐에 포함되었고, 이탈리아 축구 국가대표팀은 그를 곧 대표팀에 차출했고 심지어 1990년 FIFA 월드컵에 그를 데려가기도 하였다. 또한 그는 1989년 UEFA 컵 결승전에서 골을 넣기도 하였다.

### 유벤투스
1994년 여름 이적시장에서 치로 페라라는 마르첼로 리피가 있던 유벤투스로 이적하였고, 첫 시즌에 40경기에 출전하며 1골을 넣는등 빠르게 베스트 일레븐 멤버가 되어갔다. 그는 당시의 최고의 중앙 수비수중 하나로 거론되었고 그의 선발 자리는 10여년간 변함없었다. 또한 그는 1995년과 1996년에 팀의 주장이 되기도 하였고 유벤투스에서 6번, 나폴리에서 2번 모두 총 8회로, 지난 20년간 가장 우승 경험이 많은 선수중 하나였다. 페라라는 또한 코파 이탈리아(각각 다른팀으로 한번씩) 2회, 수페르코파 이탈리아나(유벤투스로 2회, 나폴리에서 1회) 3회 그리고 일부 유럽대회(UEFA 챔피언스 리그, UEFA 컵, 인터콘티넨털컵, UEFA 슈퍼컵 등에서 우승컵을 들었다. 그의 주장직은 1996년에 이탈리아 출신의 후임자 알레산드로 델 피에로에게 넘어갔다. 그가 유벤투스에서 뛰던 선수 경력 동안에, 그는 유벤투스의 수비라인에서 가장 중요한 역할을 맡았었다. 그가 12년간을 유벤투스에서 있는 동안에, 그의 수비수 파트너로는 마르크 이울리아노, 모레노 토리첼리, 파올로 몬테로, 잔루카 페소토, 릴리앙 튀랑, 알레산드로 비린델리, 이고르 투도르, 잔루카 참브로타, 니콜라 레그로탈리에 그리고 파올로 칸나바로등이 거쳐갔다. 유벤투스는 당시에 최고의 수비력이라고 평가되었고, 팀은 단 한 골을 실점하는걸조차도 애석하게 생각할 정도였다. 그의 선수 생활중 최고의 시간 중 하나였던 1996-1997 시즌에, 그는 세리에 A 32 경기에 출전하여 1골을 넣었고 또한 국가대표팀 경기에서도 8 경기에 출전하였다. 아이러니하게도 그가 나폴리에 있던 그의 첫 프로 경기 데뷔전이 0-0으로 비긴 유벤투스전이였다. 2004-05 시즌에 스쿠데토를 차지를 한후에, 그의 팀 베테랑 동료들인 마르크 이울리아노 그리고 파올로 몬테로와 함께 유벤투스에서의 생활을 마감하였다. 몬테로는 우루과이로 돌아갔고 이울리아노는 소클럽에서 뛰기로 결정하였고 반면에 페라라는 2005년 5월 38살의 나이에 은퇴를 하였다. 페라라는 그의 선수 생활 마지막 시즌에 단 4경기만을 출전하였다.

## 국가대표팀
이탈리아 축구 국가대표팀에서, 치로 페라라는 49경기에 출전하였고, 1990년 FIFA 월드컵과 유로 2000 같은 굵직한 대회에 참가하기도 하였다. 그의 능력이 탁월하였음에도, 국가대표팀에서는 많은 출전은 못하였다. 이 당시의 이탈리아 대표팀은 프랑코 바레시, 알레산드로 코스타쿠르타, 마우로 타소티, 피에트로 비에르코보드, 리카르도 페리, 주세페 베르고미, 잔루카 페소토, 파올로 말디니 그리고 이후에 슈퍼 스타들인 파비오 칸나바로, 알레산드로 네스타 같은 최고 수준의 수비수들의 과잉을 겪고 있었다. 또한 그는 예기치 못한 부상으로 불운을 겪었다. 특히 프랑스에서 열렸던 1998년 FIFA 월드컵 선수단을 구성할 때는 더욱 그랬다. 31살이였던 페라라는 유벤투스에서 최고의 세 시즌을 보내며, 그의 선수 경력 최고의 활약을 보였다. 96–97 시즌과 97–98 시즌에 그는 이탈리아내에서 최고의 선수라고 할 수 있었고, 대표팀에서도 주전 선수이기도 하였다. 월드컵 시작을 몇주 앞두고 그는 심각한 부상을 입었고 대회 출전을 놓치고 말았다. 그의 자리는 네스타가 대체하였다. 이 시기이후로 페라라는 대표팀(또한 유벤투스에서도)에서 후보 선수가 되었고, 반면 칸나바로는 최고의 활약을 펼쳤다. 많은 이들은 그가 만약 부상을 입지않았더라면 98년 프랑스 월드컵에서 최고의 스타 선수중 하나가 됐을거라고 믿는다. 지금 이시기에는 페라라가 그의 모국 밖에서는 잘 알려지진 않았지만, 이탈리아내에서는 아직까지도 수많은 이탈리아의 월드 클래스 선수들중에서 최고의 선수로 여겨지고 있다.

## 선수 경력 통계
| 클럽     | 클럽     | 클럽     | 리그 | 리그 | 컵            | 컵            | 유럽대항전 | 유럽대항전 | 합계 | 합계 |
| 시즌     | 클럽     | 리그     | 출전 | 득점 | 출전          | 득점          | 출전       | 득점       | 출전 | 득점 |
| 이탈리아 | 이탈리아 | 이탈리아 | 리그 | 리그 | 코파 이탈리아 | 코파 이탈리아 | 유럽대항전 | 유럽대항전 | 합계 | 합계 |
| -------- | -------- | -------- | ---- | ---- | ------------- | ------------- | ---------- | ---------- | ---- | ---- |
| 1984/85  | 나폴리   | 세리에 A | 2    | 0    |               |               |            |            |      |      |
| 1985/86  | 나폴리   | 세리에 A | 14   | 0    |               |               |            |            |      |      |
| 1986/87  | 나폴리   | 세리에 A | 28   | 2    |               |               |            |            |      |      |
| 1987/88  | 나폴리   | 세리에 A | 23   | 1    |               |               |            |            |      |      |
| 1988/89  | 나폴리   | 세리에 A | 27   | 0    |               |               |            |            |      |      |
| 1989/90  | 나폴리   | 세리에 A | 33   | 0    |               |               |            |            |      |      |
| 1990/91  | 나폴리   | 세리에 A | 29   | 2    |               |               |            |            |      |      |
| 1991/92  | 나폴리   | 세리에 A | 32   | 1    |               |               |            |            |      |      |
| 1992/93  | 나폴리   | 세리에 A | 31   | 4    |               |               |            |            |      |      |
| 1993/94  | 나폴리   | 세리에 A | 28   | 2    |               |               |            |            |      |      |
| 1994/95  | 유벤투스 | 세리에 A | 33   | 1    |               |               |            |            |      |      |
| 1995/96  | 유벤투스 | 세리에 A | 31   | 3    |               |               |            |            |      |      |
| 1996/97  | 유벤투스 | 세리에 A | 32   | 4    |               |               |            |            |      |      |
| 1997/98  | 유벤투스 | 세리에 A | 17   | 1    |               |               |            |            |      |      |
| 1998/99  | 유벤투스 | 세리에 A | 18   | 0    |               |               |            |            |      |      |
| 1999/00  | 유벤투스 | 세리에 A | 31   | 1    |               |               |            |            |      |      |
| 2000/01  | 유벤투스 | 세리에 A | 23   | 1    |               |               |            |            |      |      |
| 2001/02  | 유벤투스 | 세리에 A | 22   | 3    |               |               |            |            |      |      |
| 2002/03  | 유벤투스 | 세리에 A | 25   | 0    |               |               |            |            |      |      |
| 2003/04  | 유벤투스 | 세리에 A | 17   | 1    |               |               |            |            |      |      |
| 2004/05  | 유벤투스 | 세리에 A | 4    | 0    |               |               |            |            |      |      |
| 나라     | 이탈리아 | 이탈리아 | 500  | 27   |               |               |            |            |      |      |
| 합계     | 합계     | 합계     | 500  | 27   |               |               |            |            |      |      |

| 이탈리아 대표팀 | 이탈리아 대표팀 | 이탈리아 대표팀 |
| 연도            | 출전            | 득점            |
| --------------- | --------------- | --------------- |
| 1987            | 3               | 0               |
| 1988            | 4               | 0               |
| 1989            | 7               | 0               |
| 1990            | 5               | 0               |
| 1991            | 6               | 0               |
| 1992            | 0               | 0               |
| 1993            | 0               | 0               |
| 1994            | 0               | 0               |
| 1995            | 6               | 0               |
| 1996            | 4               | 0               |
| 1997            | 8               | 0               |
| 1998            | 1               | 0               |
| 1999            | 1               | 0               |
| 2000            | 4               | 0               |
| 합계            | 49              | 0               |

## 감독 경력
치로 페라라는 2006년 FIFA 월드컵에서 이탈리아 대표팀 기술진 중 일부였다. 2006년 월드컵을 우승한후에, 페라라는 과거 팀동료 잔루카 페소토의 코치로서 함께 유벤투스의 유스팀 코치진으로 합류하였다. 2008년 7월에 페라라는 피렌체 코베르차노에서 UEFA 프로 라이센스를 취득하였다. 2008-09 시즌에 7 경기에서 단 한번의 승리를 거두지 못한 클라우디오 라니에리를 경질하고 2009년 5월 18일에 페라라를 남은 두 주를 맡을 감독 대행으로 선임하였다. 남은 두 경기에서 시에나, 라치오를 각각 3-0, 2-0으로 이기고 라이벌 밀란을 제치고 2위에 올랐다. 이 결과들로 인하여 그는 다음 시즌 팀을 맡을 감독 후보로서 부상하였다. 2009년 6월 5일, 유벤투스는 페라라를 2009-10 시즌을 맡을 정식 감독으로 선임하였다.
유벤투스는 여름 이적시장에서 브라질 국가대표팀 선수 지에구, 펠리피 멜루 그리고 2006년 FIFA 월드컵 우승멤버였던 파비오 칸나바로, 파비오 그로소, 임대 계약으로 젊은 우루과이 국가대표팀 선수 마르틴 카세레스를 영입하는등 막대한 투자를 하였다. 리그 초반 경기 4 경기를 승리한 이후, 페라라의 행운은 유베가 조별 리그 예선 통과를 위하여 무승부를 거둬야한다고 점쳐뒀던 UEFA 챔피언스리그 2009-10 조별리그 바이에른 뮌헨과의 홈 경기에서 1-4 패배를 하였고 결국 조별 예선에서 탈락하고 말았다. 반면에 데르비 디탈리아의 라이벌 인테르나치오날레에게서는 승리를 거두었지만, 유베는 겨울이 지난후 힘을 잃어버렸고, 특히 시칠리아를 연고로 하는 카타니아와 최근에 승격한 바리 같은 약팀들에게 덜미를 잡혔다.
이탈리아 청소년대표팀 시절에는 2011년 UEFA U-21 챔피언쉽 예선에서 벨라루스에게 1차전에는 2-0 승리를 거두었지만 2차전에서는 0-3 완패를 당해 본선진출에는 실패하였다.

## 감독 통계
| 팀       | 나라     | 시작   | 끝     | 기록 | 기록 | 기록 | 기록 | 기록   |
| 팀       | 나라     | 시작   | 끝     | 경기 | 승   | 무   | 패   | 승률 % |
| -------- | -------- | ------ | ------ | ---- | ---- | ---- | ---- | ------ |
| 유벤투스 | 이탈리아 | 2009년 | 2010년 | 30   | 15   | 5    | 10   | 050.00 |
| 합계     | 합계     | 합계   | 합계   | 30   | 15   | 5    | 10   | 50.00  |

| 팀         | 나라     | 시작   | 끝     | 기록 | 기록 | 기록 | 기록 | 기록   |
| 팀         | 나라     | 시작   | 끝     | 경기 | 승   | 무   | 패   | 승률 % |
| ---------- | -------- | ------ | ------ | ---- | ---- | ---- | ---- | ------ |
| 삼프도리아 | 이탈리아 | 2012년 | 2012년 | 15   | 5    | 3    | 7    | 033.33 |
| 합계       | 합계     | 합계   | 합계   | 15   | 5    | 3    | 7    | 33.33  |

## 수상 경력

### 선수 시절
나폴리:
- 2 세리에 A: 1986–87, 1989–90
- 1 UEFA 컵: 1988–89
- 1 코파 이탈리아: 1986–87
- 1 수페르코파 이탈리아나: 1990

유벤투스:
- 5 세리에 A: 1994–95, 1996–97, 1997–98, 2001–02, 2002–03
- 1 챔피언스리그: 1995–96
- 1 인터콘티넨털컵: 1996
- 1 유러피언 슈퍼컵: 1996
- 1 코파 이탈리아: 1994–95
- 4 수페르코파 이탈리아나: 1995, 1997, 2002, 2003
- 1 인터토토컵: 1999

### 코치, 감독 시절
이탈리아 축구 국가대표팀:
- FIFA 월드컵: 2006년 FIFA 월드컵 (부감독)